# Augustin Hannicote
Augustin Hannicote (Béthune, Artois, 1870 - Narbona, 1957) fou un pintor francès. Va viure durant 8 anys a Cotlliure, on va exercir de mestre de pintura i va fundar el grup Les Gosses de Collioure. En finalitzar la Segona Guerra Mundial, va ser acusat de col·laborador dels nazis i va marxar a viure a Narbona.
Es va especialitzar en la realització de paisatges i en obres figuratives, habitualment pescadors o patinadores. Alguns dels seus treballs recorden el colorit de Gauguin.